# Боспорські царі
Список басилевсів (царів) Боспорського царства, що правили з початку V століття до н. е. - кінця III століття .

## Археанактиди
- Археанакт (бл. 480–470 рр. до р.х.)
- Перисад (бл. 470–450 рр. до р.х.)

• Невідомі правителі...

## Спартокіди, можливо,фракійська династія
- Спарток I (грец. Σπαρτόκος) (438/437 — 431/430 до н. е.) — архонт Боспору.[1]
- Селевк (грец. Σέλευκος) (431/430 — 427/426 до н. е.) — син Спартока I або тиран не з династії, архонт Боспору.[1]
- Сатир I (грец. Σάτυρος) (427/426 — 390/389 до н. е.) — син Спартока I (висловлено думку про існування ще одного, не згаданого Діодором, Спартока).[1]
- Левкон I (грец. Λεύκωνος) (390/389 — 351/350 до н. е.) — син Сатира I, архонт Боспору і Феодосії, цар Сіндів, Торетів, Дандаріїв, Псессів. Співправитель Горгіпп, син Сатира I, намісник у азійській частині царства.[1]
- Спарток II (грец. Σπαρτόκος) (351/350 — 347/346 до н. е.) — син Левкона I, архонт Боспору, архонт Феодосії, цар всіх Синдів і Меотів.[1]
- Перісад I (грец. Παιρισάδης) (347/346 — 311/310 до н. е.) — син Левкона I, архонт Боспору і Феодосії, цар всіх Сіндів і Меотів.[1]
- Сатир II (грец. Σάτυρος) (311/310 до н. е.) — син Перісада I, архонт Боспору і Феодосії, цар всіх Сіндів і Меотів.[1]
- Прітан (грец. Πρύτανις) (310/309 до н. е.) — син Перісада I, архонт Боспору і Феодосії, цар всіх Сіндів і Меотів.[1]
- Евмел (грец. Εὔμηλος) (310/309 — 304 до н. е.) — син Перісада I, архонт Боспору і Феодосії, цар всіх Сіндів і Меотів.[1]
- Спарток III (грец. Σπαρτόκος) (304 — 285/284 до н. е.) — син Евмела, архонт Боспору і Феодосії, цар всіх Сіндів і Меотів.[1]
- Перісад II (грец. Παιρισάδης) (285/284 — бл. 245 до н. е.) — син Спартока III, архонт Боспору і Феодосії, цар всіх Сіндів і Меотів.[1]
- Спарток IV (грец. Σπαρτόκος) (бл. 245 р. до н. е. — бл. 240 р. до н. е.) — син Перісада II, архонт і цар.
- Левкон II (грец. Λεύκωνος) (бл. 240 р. до н. е. — бл. 220 р. до н. е.) — син Перісада II, архонт і цар.
- Гігіенонт (бл. 220 р. до н. е. — бл. 200 р. до н. е.) — узурпатор(?), архонт.
- Спарток V (грец. Σπαρτόκος) (бл. 200 р. до н. е. — до 178/177 р. до н. е.) — син Спартока IV або Перісада II, архонт і цар.[2]
- Перісад III (грец. Παιρισάδης) (до 178/177 до н. е. — між 170—160 рр. до н. е.) — цар Боспору. Співправителька  Камасарія (грец. βασιλίσσης Καμασαρύης τῆς Σπαρτ[ό]κ̣ου θυγατρὸς φ̣ιλ[ο]τέκνου̣), цариця, донька царя (Спартока V).[2]
- Перісад IV (грец. Παιρισάδης) (між 170—160 рр. до н. е. — бл. 150 р. до н. е.) — син Перісада ІІІ та  Камасарії, архонт і цар, син царя.[2]
- (?)Спарток VI (грец. Σπαρτόκος) (бл. 150 р. до н. е. — бл. 140 р. до н. е.) — син Перісада ІІІ.[3]
- Перісад V (грец. Παιρισάδης) (бл. 140 р. до н. е. — 112/111 р. до н. е.) — архонт і цар, син царя.[2]

## Скити
- Аргот Іданта — представник правлячої скитської династії на Боспорі у 170—150 рр. до н.е.
- Савмак (112/111 — 111/110) — керівник повстання скитів, що спалахнуло у Боспорській державі при передачі Спартокідом Перісадом V спадкових прав на трон Мітрідату Понтійському, ймовірно представник правлячої династії скіфів.

## Понтійські Отаніди
- Мітрідат VI Евпатор (як Мітрідат I), р. 134 до н. е., син Мітрідата V Евергета, басилевс Понту 123 до н. е.-63 до н. е., архонт Боспору і Феодосії, басилевс всіх Сіндів і Меотів 107 до н. е.-63 до н. е.
  - Намісники:
    - Мітрідат (син), намісник Боспору 107 до н. е. - 81 до н. е., басилевс Колхіди 85 до н. е. - 81 до н. е.
    - Махар (син), намісник Боспору 81 до н. е. - 65 до н. е. Намагався посісти боспорський трон.
- Фарнак I, син Мітрідата VI Евпатора, 63 до н. е.-47 до н. е.
- Мітрідат II, басилевс Понту 47 до н. е.-46 до н. е.
- Динамія, дочка Фарнака II, 47 до н. е.-11 до н. е.

## Династія Асандра
- Асандр, 1-й чоловік Динамії, 47 до н. е.-17 до н. е.
- Асандр II тиран та син Асандра намагався воювати проти Полемона.

## Династична криза
- Скрибоній, 2-й чоловік Динамії 17 до н.е.-15 до н.е.
- Полемон I, син Зенона, 3-й чоловік Динамії, басилевс Кілікії 40 до н. е.-37 до н. е., басилевс Понту 37 до н. е.-8 до н. е., цар Боспору 14 до н. е.-8 до н. е.

## Династія Аспурга (Тиберії Юлії Савромати)
- Рескупорід I Аспург, ймовірно син Асандроха, царя аспургіан, 14-37
- Митрідат III, син Рескупоріда I Аспурга, 38-45
- Котіс I, син Рескупоріда I Аспурга, 45-62
- Рескупорід II, син Котіса I, 68-93
- Савромат I, син Рескупоріда II, 92-123
- Котіс II, син Савромата I, 123-132
- Реметалк I, 131-154
- Євпатор, 154-170
- Савромат II, син Реметалка, 174-210
- Рескупорід III, син Савромата II, 210-228
- Реметалк II, 226-228
- Котіс III, син Рескупоріда III, 227-234
- Савромат III, 229-232
- Рескупорід IV, 233-235
- Інінтімей, 238-242
- Рескупорід V, 242-276 (4 правління)
- Фарсанз, 242-254 (2 правління)
- Савромат IV, син Рескупоріда IV, 275-318
- Тейран I, 275-278
- Хедосбій, 278-285 (2 правління)
- Фофорс, 285-309
- Радамсад, 309-322
- Рескупорід VI, син Савромата IV, 318-341
- Рескупорід VII, 322-337
- Савромат V, син Ріскупоріда V, 337-341
- Рескупорід VIII 342-359
- Савромат V, 359-370
- Савромат VI, 370-391
- Тейран II, 391-421
- Агалліс, 421-430
- Рескупорід IX, 430-458

## Готська династія
- Гадигез, 458-470/474

## Династія Аспурга (Тиберії Юлії Савромати)
- Дуптун, 470/474-490/500

- аристократичне керування під гуннським протекторатом

Вважається, що кінець правління Рескупорід VI ознаменував кінець Тиберіано-Юліанської династії. Відтоді відомостей про Боспорське царство мало, схоже, воно пережило кілька послідовних періодів правління сарматів, аланів, готів і гунів. Ймовірно, існувала безперервна послідовність Боспорських правителів, але відомо небагато імен.

## Династія утигурів
- Грод, 520-528, кесар гуннів та архонт Боспору
- Мугел, 528-530, кесар гуннів та архонт Боспору.

Грод поїхав до Візантії та прийняв християнство, повернувшись він почав валити ідоли і впроваджувати нову релігію. Проти цього повставли гуни під проводом його брата Мугела. Але правління Мугела в Боспорському царстві було коротким; незабаром після смерті Грода імператор Юстиніан I послав армію, щоб перевести Боспор під владу імперії. Згодом Мугел правив лише частиною Оногурії на півночі.
Приєднано до Візантійської імперії — 530 рік